# Tartan klanowy

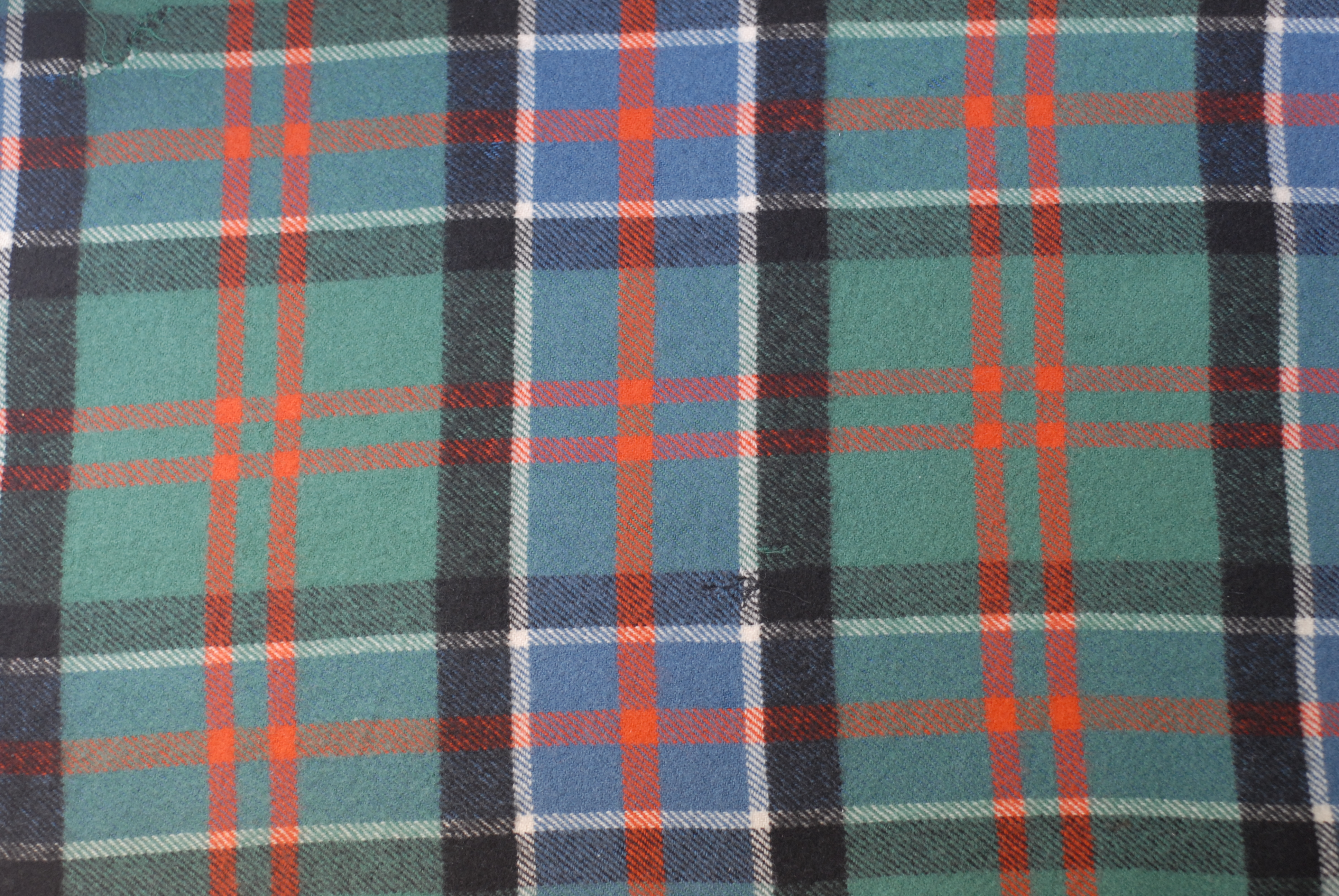
Płachta tartanu

Tartan – tkanina, zwykle z wełny owczej, o kraciastym wzorze utworzonym z krzyżujących się różnej szerokości i barwy pasów, przebiegających w takim samym porządku zarówno wzdłuż osnowy, jak i wątku. W klasycznej szkockiej kracie zespół pasków zostaje w sposób lustrzany odwzorowany i w pionie, i w poziomie. W niektórych "szkockich kratach" (np. tartanie Jukonu) zamiast lustrzanego odbicia stosuje się zwykłe kopiowanie, zaś w kracie zwanej American with eagle wprowadza się dodatkowe prążki burzące symetrię.  
Jest to najbardziej charakterystyczny wizualny wyróżnik identyfikujący, wraz z godłem (Badge), zawołaniem wojennym i marszem klanowym, przynależność do konkretnego klanu szkockiego. 
Z tartanu szyte są szkockie spódniczki - kilty, spodnie, nakrycia głowy, czasem inne części garderoby. Bywa także noszony jako szarfa (w stroju kobiecym) lub przewieszany przez ramię.

## Tartan klanowy
Tartany do XVIII w. najprawdopodobniej nie miały ściśle określonych, klanowych wzorów. Na ich odmienność w różnych rejonach Szkocji wpływały zapewne lokalna dostępność barwników i tradycja, a nie ścisłe przepisy. Portrety szlachty szkockiej w strojach narodowych z XVI-XVIII w. prezentują zazwyczaj zupełnie dowolne wzory krat u przedstawicieli jednego klanu. Tartany powstały i były początkowo używane przez szkockich górali i mieszkańców wysp. Własne tartany przybrały również szkockie rody z Nizin (Lowlands) i Pogranicza (Borders), które, zazwyczaj silnie zanglicyzowane, nigdy wcześniej tartanów nie nosiły. Od XIX w. wraz z renesansem świadomości narodowej Szkotów i modą na tradycję ujednolicono wzory tartanów, przypisując ściśle określone wzory odpowiednim klanom, jednostkom wojskowym, organizacjom, miastom i hrabstwom. Rejestrację nowych wzorów i nadzór nad poprawnym i legalnym używaniem dawnych sprawuje urząd herolda Szkocji (The Court of Lord Lyon King of Arms). Niektóre klany używają kilku wzorów tartanów - codzienny (ang dress), bojowy (battle) czy myśliwski (hunting). W wielkich klanach osobny wzór tartanu ma wódz z najbliższą rodziną. Niekiedy wyróżnia się też damską wersję tartanu klanowego. Osobne wzory tartanów przysługują rodzinie królewskiej, jako potomkom Stuartów (Royal Stewart). Wraz ze wzrostem popularności kultury szkockiej, nowe wzory tartanów powstały w środowiskach szkockich emigrantów w USA i Kanadzie, gdzie prócz klanowych tartanów często stosowane są tartany terytorialne (np. Yukonu, Nowej Szkocji czy American with Eagle).